# Leptura annularis
Leptura annularis es una especie de escarabajo del género Leptura, familia Cerambycidae. Fue descrita científicamente por Fabricius en 1801.
Habita en Corea, Rusia, Japón, Suiza, Estonia, Francia, Austria, Mongolia, Alemania, Polonia, Lituania, China, Eslovaquia, Letonia, Rumania, Bielorrusia y Checa.